# 원치 않는 불사의 모험가
원치 않는 불사의 모험가(일본어: 望まぬ不死の冒険者, The Unwanted Undead Adventurer)는 오카노 유가 글을 쓰고 자이안이 그림을 그린 일본의 라이트 노벨 시리즈이다. 이 책은 2016년 9월부터 사용자 제작 소설 출판 웹사이트인 소설가가 되자를 통해 온라인으로 연재되었다. 나중에 오버랩 노벨스(Overlap Novels) 출판사로 2017년 10월부터 13권을 출판한 오버랩에 인수되었다.
나카소네 하이지가 그린 만화 각색은 2017년 11월부터 오버랩의 코믹 가도 웹사이트에 연재되었으며, 해당 장은 2023년 12월 현재 12권의 단행본으로 수집되었다. 커넥트(Connect)가 제작한 애니메이션 TV 시리즈 각색은 2024년 1월부터 3월까지 방영되었다.

## 구성
렌트 파이나는 10년 동안 브론즈급 모험가로 활동해온 25세의 청년이다. 어느 날, 달이 비친 미궁에 있던 그는 미지의 길을 발견하게 된다. 불행하게도 그는 용의 은신처를 발견하고 잡아먹힌다. 얼마 후 렌트는 죽지 않은 해골로 깨어난다. 그는 곧 문명에 다시 합류할 수 있도록 실존적 진화를 달성하기 위한 탐구를 시작한다.